# Ромодановский район
Ромода́новский райо́н (эрз. Рамаданбуе, мокш. Ромодановань аймак) — административно-территориальная единица в Республике Мордовии Российской Федерации. В границах района образован одноимённый муниципальный район.
Административный центр — посёлок Ромоданово.

## География
Ромодановский район расположен в восточной части Республики Мордовия, граничит с Лямбирским, Чамзинским, Ичалковским районами, а также с Починковским районом Нижегородской области.

## История
Образован 16 июля 1928 года. 11 марта 1959 года к Ромодановскому району была присоединена часть территории упразднённого Ладского района.

## Население
| 1970    | 1979    | 1989    | 2002    | 2005    | 2006    | 2007    |
| ------- | ------- | ------- | ------- | ------- | ------- | ------- |
| 35 889  | ↘27 958 | ↘23 519 | ↘21 986 | ↘21 642 | ↘21 415 | ↘21 191 |
| 2008    | 2009    | 2010    | 2011    | 2012    | 2013    | 2014    |
| ↘20 949 | ↘20 636 | ↗20 702 | ↘20 647 | ↘20 389 | ↘20 226 | ↘20 067 |
| 2015    | 2016    | 2017    | 2018    | 2019    | 2020    | 2021    |
| ↘19 965 | ↘19 884 | ↘19 705 | ↘19 469 | ↘19 254 | ↘19 010 | ↗19 485 |

## Административно-муниципальное устройство
В Ромодановский район как административно-территориальную единицу входят 12 сельсоветов.
В муниципальный район входят 12 сельских поселений.
| №  | Муниципальное образование           | Административный центр              | Количество населённых пунктов | Население (чел.) | Площадь (км²) |
| -- | ----------------------------------- | ----------------------------------- | ----------------------------- | ---------------- | ------------- |
| 1  | Алтарское сельское поселение        | село Алтары                         | 1                             | ↗1003            | 26,38         |
| 2  | Анненковское сельское поселение     | село Анненково                      | 6                             | ↘759             | 69,26         |
| 3  | Белозерьевское сельское поселение   | село Белозерье                      | 1                             | ↗3078            | 16,72         |
| 4  | Константиновское сельское поселение | село Константиновка                 | 3                             | ↗513             | 35,77         |
| 5  | Кочуновское сельское поселение      | посёлок Совхоз Садвинтрест          | 8                             | ↘834             | 58,09         |
| 6  | Липкинское сельское поселение       | посёлок Липки                       | 5                             | ↘561             | 63.79         |
| 7  | Набережное сельское поселение       | посёлок Ромодановский махоркосовхоз | 6                             | ↘675             | 90.39         |
| 8  | Пушкинское сельское поселение       | село Пушкино                        | 2                             | ↘458             | 43,22         |
| 9  | Пятинское сельское поселение        | село Пятина                         | 6                             | ↗1059            | 75.93         |
| 10 | Ромодановское сельское поселение    | посёлок Ромоданово                  | 1                             | ↗9139            | 48,25         |
| 11 | Салминское сельское поселение       | село Салма                          | 3                             | ↗553             | 61,00         |
| 12 | Трофимовщинское сельское поселение  | село Трофимовщина                   | 7                             | ↘853             | 104.13        |

Первоначально в муниципальном районе в 2005 году было образовано 17 муниципальных образований, в том числе 1 городское поселение и 16 сельских поселений. Последним соответствовали 16 сельсоветов, а первому — рабочий посёлок.
Законом от 13 июля 2009 года, было упразднено Старомихайловское сельское поселение (сельсовет), а входившие в его состав населённые пункты были включены в Анненковское сельское поселение (сельсовет).
Законом от 2 апреля 2014 года, административно-территориальная единица рабочий поселок Ромоданово была преобразована в сельсовет Ромоданово, а муниципальное образование Ромодановское городское поселение — в Ромодановское сельское поселение.
Законом от 17 мая 2018 года N 46-З, Вырыпаевское сельское поселение и одноимённый ему сельсовет были упразднены, а входившие в их состав населённые пункты были включены в Липкинское сельское поселение (сельсовет); Курмачкасское сельское поселение и одноимённый ему сельсовет были упразднены, а входившие в их состав населённые пункты были включены в Набережное сельское поселение (сельсовет); Уришкинское сельское поселение и одноимённый ему сельсовет были упразднены, а входивший в их состав населённый пункт (село Уришка) был включён в Трофимовщинское сельское поселение (сельсовет).
Законом от 24 апреля 2019 года, Куриловское сельское поселение и одноимённый ему сельсовет были упразднены, а входившие в их состав населённые пункты были включены в Кочуновское сельское поселение (сельсовет).
Законом от 19 мая 2020 года, Малоберезниковское сельское поселение и одноимённый ему сельсовет были упразднены в июне 2020 года, входящие в их состав населённые пункты включены в Пятинское сельское поселение (сельсовет).

## Населённые пункты
Распределение населения района:
 Ромоданово  (46,90 %) Белозерье  (15,80 %) Алтары (5,15 %) Трофимовщина (3,20 %) Анненково  (3,05 %) Остальные (25,9 %)
В Ромодановском районе 49 населённых пунктов.
| №  | Населённый пункт            | Тип              | Население | Муниципальное образование           |
| -- | --------------------------- | ---------------- | --------- | ----------------------------------- |
| 1  | Александровский Лужок       | посёлок          | ↘3        | Салминское сельское поселение       |
| 2  | Алтары                      | село             | ↗1003     | Алтарское сельское поселение        |
| 3  | Анненково                   | село             | ↘595      | Анненковское сельское поселение     |
| 4  | Атьма                       | посёлок разъезда | ↗31       | Набережное сельское поселение       |
| 5  | Атьминский                  | посёлок          | ↘16       | Набережное сельское поселение       |
| 6  | Белозерье                   | село             | ↗3078     | Белозерьевское сельское поселение   |
| 7  | Болтино                     | село             | ↘165      | Куриловское сельское поселение      |
| 8  | Большое Чуфарово            | село             | ↘43       | Кочуновское сельское поселение      |
| 9  | Васильевка                  | деревня          | ↘58       | Набережное сельское поселение       |
| 10 | Вырыпаево                   | село             | ↘218      | Липкинское сельское поселение       |
| 11 | Голубцовка                  | село             | ↘30       | Набережное сельское поселение       |
| 12 | Грабовка                    | деревня          | ↘0        | Трофимовщинское сельское поселение  |
| 13 | Дмитриевка                  | посёлок          | ↘7        | Пятинское сельское поселение        |
| 14 | Заречный                    | посёлок          | ↘17       | Пушкинское сельское поселение       |
| 15 | Ивановка                    | деревня          | ↘100      | Константиновское сельское поселение |
| 16 | Кавторовка                  | деревня          | ↘42       | Анненковское сельское поселение     |
| 17 | Каменка                     | деревня          | ↘45       | Константиновское сельское поселение |
| 18 | Киселиха                    | деревня          | ↘43       | Трофимовщинское сельское поселение  |
| 19 | Княжиха                     | деревня          | ↘2        | Трофимовщинское сельское поселение  |
| 20 | Козловка                    | село             | ↘28       | Куриловское сельское поселение      |
| 21 | Константиновка              | село             | ↘380      | Константиновское сельское поселение |
| 22 | Кочуново                    | село             | ↘260      | Кочуновское сельское поселение      |
| 23 | Красный Узел                | посёлок          | ↘537      | Салминское сельское поселение       |
| 24 | Курган                      | деревня          | ↘13       | Кочуновское сельское поселение      |
| 25 | Курилово                    | село             | ↘147      | Куриловское сельское поселение      |
| 26 | Курмачкасы                  | село             | ↘272      | Набережное сельское поселение       |
| 27 | Липки                       | посёлок          | ↘393      | Липкинское сельское поселение       |
| 28 | Лыковщина                   | деревня          | ↘84       | Пятинское сельское поселение        |
| 29 | Малая Чуфаровка             | деревня          | ↘70       | Анненковское сельское поселение     |
| 30 | Малые Березники             | село             | ↘421      | Пятинское сельское поселение        |
| 31 | Молодые Всходы              | деревня          | ↘1        | Липкинское сельское поселение       |
| 32 | Нагорный                    | посёлок          | ↘21       | Пятинское сельское поселение        |
| 33 | Новая Карачиха              | деревня          | ↘17       | Трофимовщинское сельское поселение  |
| 34 | Новотроицкая Горка          | деревня          | ↗11       | Липкинское сельское поселение       |
| 35 | Покрышкино                  | деревня          | ↗47       | Анненковское сельское поселение     |
| 36 | Пушкино                     | село             | ↗505      | Пушкинское сельское поселение       |
| 37 | Пятина                      | село             | ↗223      | Пятинское сельское поселение        |
| 38 | Раздолье                    | посёлок          | ↘25       | Липкинское сельское поселение       |
| 39 | Ромоданово                  | посёлок          | ↗9139     | Ромодановское сельское поселение    |
| 40 | Ромодановский махоркосовхоз | посёлок          | ↘527      | Набережное сельское поселение       |
| 41 | Сабаново                    | село             | ↘23       | Куриловское сельское поселение      |
| 42 | Садовский                   | посёлок          | ↗378      | Пятинское сельское поселение        |
| 43 | Салма                       | село             | ↘63       | Салминское сельское поселение       |
| 44 | Совхоз Садвинтрест          | посёлок          | ↘322      | Кочуновское сельское поселение      |
| 45 | Старая Карачиха             | деревня          | ↘19       | Трофимовщинское сельское поселение  |
| 46 | Старая Михайловка           | село             | ↘77       | Анненковское сельское поселение     |
| 47 | Трофимовщина                | село             | ↘624      | Трофимовщинское сельское поселение  |
| 48 | Уришка                      | село             | ↘348      | Трофимовщинское сельское поселение  |
| 49 | Ханинеевка                  | деревня          | ↘21       | Анненковское сельское поселение     |

### Упразднённые населённые пункты
Деревни Кадышево, Сумаруково, Шильниково.

## Экономика
Район преимущественно сельскохозяйственный. Неподалёку от райцентра Ромоданово расположен единственный в Мордовии сахарный завод. Также большую роль в экономике района играют ОАО «Элеком», железнодорожная станция Красный Узел.

## Достопримечательности
Ромодановский район славен далеко за пределами Мордовии своими святынями — Свято-Тихвинским женским монастырем в селе Курилово и Свято-Троицким мужским монастырём в селе Большое Чуфарово. Сейчас в обеих обителях восстановлена служба.